# Milltown (County Kerry)
Milltown (irisch Baile an Mhuilinn; deutsch Ortschaft der Mühle) ist ein Dorf im Süden des County Kerry in der Republik Irland. Das Dorf hat 1118 Einwohner (2022). 

## Lage
Milltown liegt zwischen der Halbinsel Iveragh und der Dingle-Halbinsel. Durch die Ortschaft führt die N70 aus Tralee kommend nach Killorglin. Der River Maine fließt im Norden von Milltown.

## Geschichte
2015 wurde ein jungsteinzeitliches Grab aus der Zeit um 4000 vor Christus ausgegraben.
Zwischen dem 13. und 16. Jahrhundert gehörte die Gegend zur Killagha Abbey, die nordwestlich von Milltown liegt und inzwischen nur noch als Ruine überliefert ist. Nach der Reformation wurden die Familie Spring, schließlich die Familie Godfrey Herren über die Gegend um Milltown. Ab 1750 versuchte John Godfrey, die Gegend um Milltown zu entwickeln. Das Ziel eines prosperierenden Zentrums realisierte sich nur mäßig.
In den 1770er Jahren wurde Bushfield House von William Godfrey, 1. Baronet, neu errichtet, nachdem der Vorgängerbau abgebrannt war. Das Gebäude stand von 1800 bis 1818 leer. Dann wurde es renoviert und bekam den Namen Kilcoleman Abbey (zwischendurch auch Milltown House). 1977 wurde das Gebäude abgebrochen.

## Sehenswürdigkeiten, Kunst und Kultur
- Doline von Pouldergaderry mit einem Durchmesser von 80 Metern und einer Tiefe von 30 Metern
- Felsritzungen von Milltown
- Killagha Abbey
- katholische Herz-Jesu-Kirche
- die anglikanische Kirche der Church of Ireland ist mittlerweile profaniert

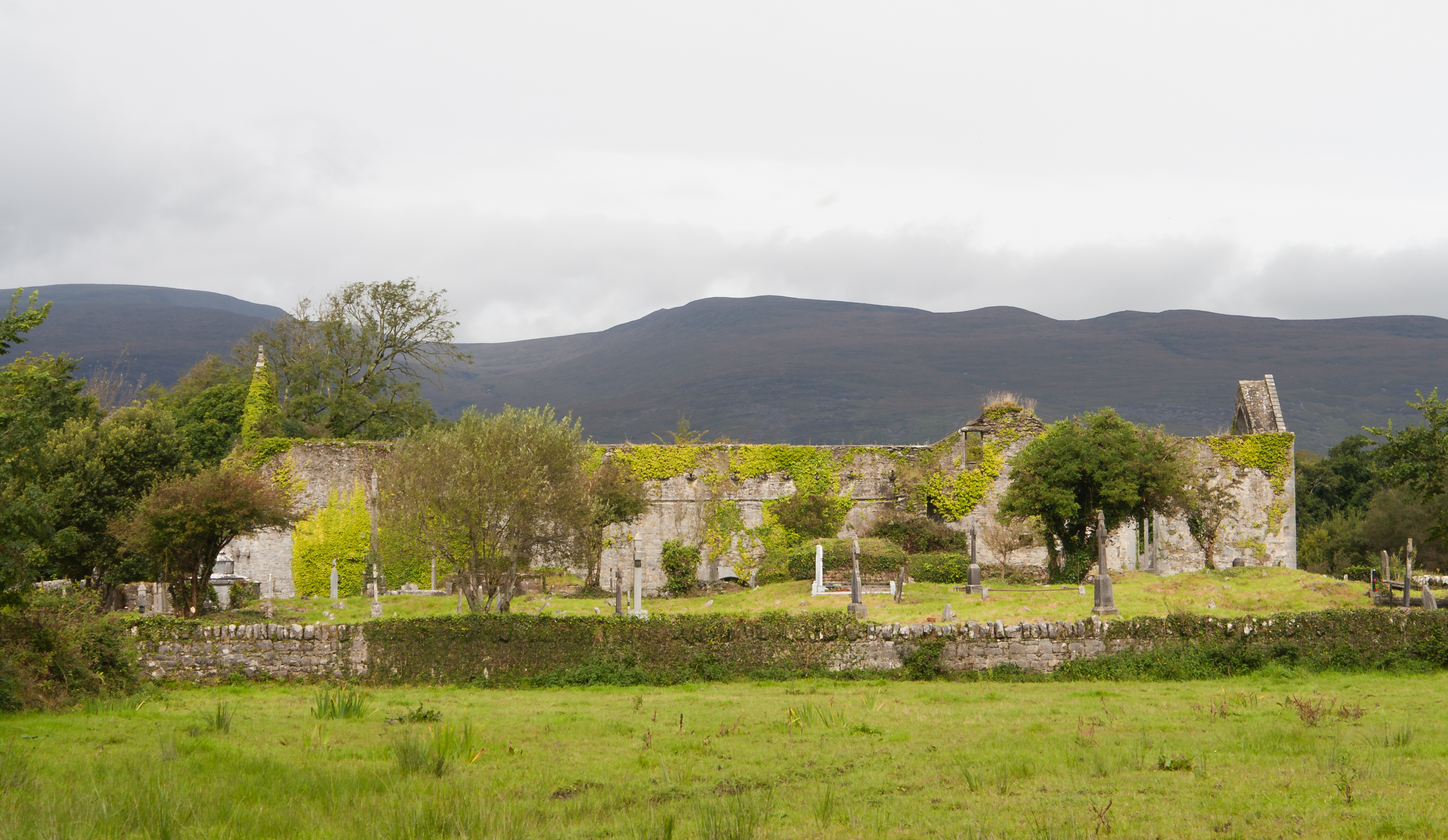
Killagha Abbey

## Persönlichkeiten
- Charles Joseph Foley (genannt Curry, 1856–1898), Baseballspieler bei den Boston Red Caps und den Buffalo Bisons.

## Partnerschaft
Mit der französischen Gemeinde Saint-Nicolas-du-Pélem im Département Côtes-d’Armor in der Region Bretagne besteht eine Partnerschaft.